# ドイツ鉄道422形電車
ドイツ鉄道422形電車(ドイツ語: DBAG-Baureihe 422)は423形電車を基に開発された、ドイツ鉄道の交流電車である。

## 概要
422形電車は2005年にドイツ鉄道が4億ユーロをかけ、ボンバルディア・アルストム連合に発注を行った軽量アルミニウムを採用した車両である。第1次となる84編成を2008年9月までに受領を開始し、2010年10月までに発注編成全ての受領が予定されている。	
続いて約1億5000万ユーロをかけて発注を行った編成は、2009年に受領を開始し、2011年までに32編成が導入予定でノルトライン＝ヴェストファーレン地区のSバーンに先に発注された編成を含め合計116編成の422形電車の導入が予定されている。

## 投入線区
2008年2月より最初の受領編成による試験が開始された。現在、422形電車はDBレギオ＝ノルトライン＝ヴェストファーレンが運営するライン＝ルールSバーンに投入されている。当初の計画では、2008年初夏に試運転の開始が計画されていたが、再三延期されていた。車両に関する認可がドイツ連邦鉄道局より許諾され、2008年9月より試運転を開始し、その後4編成によりS7系統の営業運転に投入されている。
現在、S2系統に6編成、S7系統に10編成、S9系統に9編成がそれぞれ投入されている。S9では、2009年2月までに使用中の420形電車の置き換えが計画された。2009年3月23日よりS1系統で422形電車への置き換えが行われ、2009年4月よりS6系統でも使われている。

## 仕様
422形電車は423形電車の派生形式なので、技術的な面では共通性が高いが衝撃吸収構造、ボンバルディア社の新しい省エネルギー運転システムであるMITRAC、新しいブレーキ装置やコンプレッサー、EBI Cab 500 PZBと呼ばれる保安装置、床構成など新機軸も盛り込まれている。台車構造は423形電車と同様で中間部分は連接台車方式が採用されており電磁吸着ブレーキを備えている。また、422形電車内にはビデオモニターも装備されている。